# Cembra
Cembra is een gemeente in de Italiaanse provincie Trente (regio Trentino-Zuid-Tirol) en telt 1776 inwoners (31-12-2004). De oppervlakte bedraagt 17,0 km², de bevolkingsdichtheid is 104 inwoners per km².

## Demografie
Cembra telt ongeveer 673 huishoudens. Het aantal inwoners steeg in de periode 1991-2001 met 5,7% volgens cijfers uit de tienjaarlijkse volkstellingen van ISTAT.
| Jaar | Inwoneraantal |
| ---- | ------------- |
| 1991 | 1647          |
| 2001 | 1741          |

## Geografie
Cembra grenst aan de volgende gemeenten: Salurn (BZ), Giovo, Faver, Segonzano, Lona-Lases, Lisignago, Albiano. Op het nabijgelegen Lago Santo Cembra kan 's winters geschaatst worden.